# Team Spirit

Team Spirit é uma organização profissional de esportes eletrônicos com origem em Moscou, Rússia. Fundada em 2015, a organização possui times competindo em Counter-Strike 2, Dota 2, Mobile Legends: Bang Bang, PUBG Mobile e Hearthstone. Em 24 de março de 2022, a Team Spirit anunciou a abertura de um escritório adicional em Belgrado.
Sua equipe de Dota 2 venceu duas vezes o The International, o torneio mais prestigiado do jogo, em 2021 e 2023. Na edição de 2021, recebeu o maior prêmio em dinheiro único na história dos esportes eletrônicos em US$ 18,2 milhões.

## Divisões atuais

### Counter-Strike 2
Em fevereiro de 2024, a Team Spirit derrotou a FaZe Clan por 3 a 0 na  final do IEM Katowice 2024, garantindo sua classificação direta para o IEM Cologne, a Blast Premier World Final e a Esports World Cup 2024. Em junho de 2024, a Team Spirit derrotou a Natus Vincere por 3 a 1 na grande final da BLAST Premier Spring Final 2024. Para encerrar a temporada de 2024, a Team Spirit derrotou o FaZe Clan por 2 a 1 na grande final do Perfect World Shanghai Major 2024, conquistando o primeiro Major da organização.
Durante a temporada de 2025, a equipe ficou em segundo lugar na IEM Katowice 2025 após perder por 3 a 0 para a Team Vitality na final e derrotou a Astralis por 3 a 1 na final da PGL Astana 2025. Em julho, o jogador de longa data Boris “magixx” Vorobyev foi substituído por Ivan “zweih” Gogin após a conclusão do Blast Austin Major 2025. A equipe obteve sucesso imediato após derrotar a MOUZ por 3 a 0 na final do IEM Cologne 2025.